# Street-Legal
Street-Legal este al 18-lea album de studio al cantautorului Bob Dylan, lansat prin Columbia Records în iunie 1978. Albumul a constituit o serioasă schimbare muzicală pentru Dylan, care a folosit pentru prima dată o trupă pop-rock cu vocaliste de fundal. 
Urmat succesului avut cu Blood on the Tracks și Desire, Street-Legal a câștigat de asemenea disc de aur dar s-a clasat doar pe locul 11 în clasamentul american Billboard devenind astfel primul album al lui Dylan ce a ratat intrarea în Top 10 din 1964. Cu toate acestea a devenit cel mai bine vândut album al său în Regatul Unit clasându-se pe locul 2 în topuri și câștigând disc de platină cu 300.000 de copii vândute. 
În 1999, Street-Legal a fost remixat și remasterizat de către inginerul Don DeVito. 

## Tracklist
1. "Changing of the Guards" (7:04)
2. "New Pony" (4:28)
3. "No Time to Think" (8:19)
4. "Baby, Stop Crying" (5:19)
5. "Is Your Love in Vain?" (4:30)
6. "Senor (Tales of Yankee Power)" (5:42)
7. "True Love Tends to Forget" (4:14)
8. "We Better Talk This Over" (4:04)
9. "Where Are You Tonight? (Journey Through Dark Heat)" (6:16)

- Toate cântecele au fost scrise de Bob Dylan.

## Single-uri
- "Baby, Stop Crying" (1978)
- "Changing of the Guards" (1978)